# Turismo LGBT no Brasil

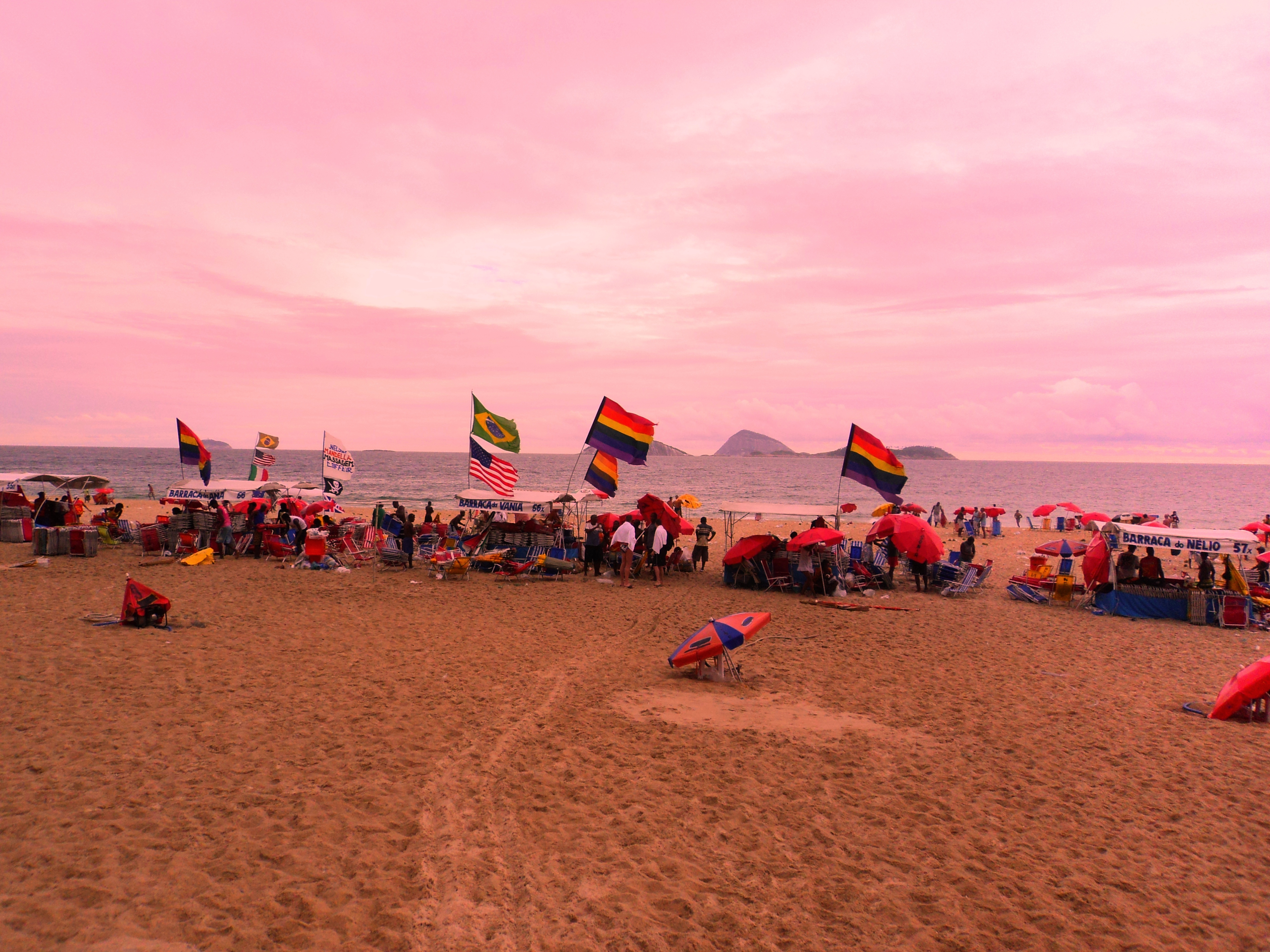
Vista de bandeiras do movimento LGBT na praia de Ipanema, no Rio de Janeiro, considerada a melhor praia gay do mundo

O Turismo LGBT no Brasil é uma forma de nicho turístico comercializado para pessoas gays, lésbicas, bissexuais e transgêneros (LGBT) que visitam o Brasil. A cidade do Rio de Janeiro foi eleita o melhor destino LGBT do mundo, de acordo com o canal de TV por assinatura norte-americano Logo TV, de propriedade da Viacom do MTV Networks. O Rio de Janeiro também foi eleito o destino gay mais sexy do mundo para pessoas LGBTs, de acordo com o TripOutGayTravel. Em 2014, o Brasil e os Estados Unidos serão os dois países mais procurados por turistas LGBT internacionais, de acordo com o World Travel Market, com previsão de que quase metade do lucro com o turismo gay mundial será faturado pelos dois países.
Cerca de 26% dos visitantes de São Paulo, Rio de Janeiro, Florianópolis, Salvador, Fortaleza e Manaus são turistas LGBTs. O Brasil tem mais de 6.000 hotéis e albergues registrados em agências de viagens voltados ao público LGBT e, principalmente, especializados em sites orientados ao público gay, que são a principal fonte de informações para os viajantes. Os estabelecimentos recebem um adesivo com um arco-íris, um símbolo mundial do movimento gay.
O turismo LGBT no Brasil movimenta milhões em dinheiro a cada ano. A Parada do orgulho LGBT de São Paulo tem a participação de cerca de 3,5 milhões de pessoas, atraindo 400 mil turistas LGBTs, movimentando cerca de 70 milhões de dólares e euros ou $ 160.000.000 reais.
Com alguns estabelecimentos comerciais e turísticos especializados em atendimentos ao público LGBT, a comunidade gay se tornou uma prioridade para empresas de turismo e hotelaria no Brasil. As estimativas sugerem que este nicho é responsável por injetar anualmente cerca de R$ 200 bilhões na economia do Brasil. Em 21 de outubro de 2010, foi assinado um acordo, na cidade do Rio de Janeiro, para incentivar os turistas LGBT que visitam para o Brasil e aumentar a oferta de destinos para esse público no setor doméstico. O acordo contou com a presença do ministro do Turismo, o presidente da Embratur, e o presidente da Associação de turismo gay. O acordo, assinado na Feira das Américas Abav (Associação Brasileira de Agências de Viagens), prevê incentivos para os profissionais qualificados que trabalham nos serviços turísticos, ações de apoio à comercialização de produtos, serviços e destinos do Turismo LGBT.
De acordo com uma pesquisa da Out Now Consulting realizada em 2010, os turistas LGBT da Argentina gastaram um total de U$ 4 bilhões em viagens de lazer. No México, os turistas LGBT gastaram U$ 8 bilhões em viagens de lazer, enquanto os turistas LGBT brasileiros gastam mais de U$ 20 bilhões em viagens de lazer, o maior valor da América Latina. O Brasil é o destino LGBT mais importante da América Latina, recebendo principalmente cidadãos norte-americanos, britânicos, alemães, franceses e holandeses. De acordo com o aplicativo LGBT Grindr, a cidade do Rio de Janeiro tem a melhor praia gay do mundo, e a cidade de São Paulo tem a melhor parada gay do mundo.